# Бобъяково
Бобъяково или Бобьяково — деревня в Палкинском районе Псковской области России. Входит в состав Палкинской волости.
Расположена в 17 км к северу от посёлка Палкино и в 5 км к северо-востоку от прежнего волостного центра, деревни Васильево.

## История
До апреля 2015 года деревня входила в состав Васильевской волости, затем Васильевская волость была упразднена и включена в состав Палкинской волости. С 2015 до 2019 гг. упоминалось название Бобьяково.

## Население
| 2001 | 2002 | 2010 | 2014 | 2015 | 2016 |
| ---- | ---- | ---- | ---- | ---- | ---- |
| 100  | ↘79  | ↘65  | ↗90  | →90  | ↗99  |